# Délı̨nę
Délı̨nę (ancien nom : Fort Franklin) est une petite ville située sur la berge occidentale du Grand lac de l'Ours aux Territoires du Nord-Ouest au Canada. Elle se trouve à 544 km au nord-ouest de Yellowknife (65° 10′ N, 123° 25′ O). Fondée dès  1799, elle prit le nom de Fort Franklin, ayant été utilisée lors de la seconde expédition (1825-1827) de John Franklin.
Délı̨nę compte environ 650 habitants, la plupart faisant partie du peuple autochtone amérindien Dénés Sahtu et parlant l’esclave du Nord.
La zone est devenue stratégique lorsque de l'uraninite a été découverte à la mine Eldorado, 250 km plus loin sur la rive est à Port Radium. Pendant la Seconde Guerre mondiale, le gouvernement canadien prit possession de la mine et commença à extraire de l'uranium pour le projet alors secret de bombe nucléaire américaine. Le village est alors devenu un lieu d'habitation permanent en 1952 avec la construction d'une école.
Les Dene de Délı̨nę qui étaient employés comme transporteurs du minerai n'étaient pas informés des risques de la radioactivité et des modes de protection. De nombreux hommes du village ont commencé à mourir du cancer dans les années 1960.

## Population
- 533 (recensement de 2016)[2]
- 472 (recensement de 2011)
- 525 (recensement de 2006)[3]
- 536 (recensement de 2001)